# Juan Carlos Aguilar Gallego
Luis Carlos Aguilar Gallego (La Estrella, 2 de octubre de 1950) conocido por los alias de "El Mugre", "Tobías" , "Jerry" , "Sesenta", "Carrochocao" y referenciado como Luis Carlos Aguilar Gallego en algunos medios, es un criminal y sicario colombiano, exmiembro del Cartel de Medellín.
Es buscado por las autoridades colombianas por su presunta participación en los atentados contra el vuelo 203 de Avianca y el atentado al edificio del DAS.

## Biografía
Aguilar Gallego fue uno de los sicarios y lugartenientes más cercanos del narcotraficante Pablo Escobar del Cartel de Medellín. Hizo parte del selecto grupo de sicarios cercanos a Escobar, junto a John Jairo Velásquez Vásquez, "Popeye", Otoniel González Franco, alias "Otto" y Brances Muñoz Mosquera, alias “ Tyson ”.Estuvo en la considerada ala militar del cartel de Medellín,  entre los que además de alias “Popeye” y “Otto” figuraron John Jairo Arias Tascón, alias “Pinina”, Fabián Tamayo, alias “Chiruza”, Víctor Granada, alias “El Zarco”, Luis Carlos Alzate Urquijo, alias “El Arete”.
En 1988, las autoridades colombianas vincularon a Aguilar Gallego en la compra de una aeronave que tenía el propósito de cargar 3.000 kilos de cocaína con destino a Estados Unidos. Este mismo año, la justicia colombiana lo vinculó al proceso del asesinato del procurador general de la Nación, Carlos Mauro Hoyos Jiménez, ocurrido el 25 de enero.
Como miembro del principal grupo de sicarios del Cartel de Medellín, Aguilar Gallego también participó en la ola de asesinatos de agentes de Policía Nacional de Colombia en la región del Valle de Aburrá, Antioquia, y por el que Pablo Escobar pagaba COP$2 millones de pesos (valor de la época) como recompensa por policía asesinado.
Aguilar Gallego se entregó a la justicia colombiana por primera vez el 19 de junio de 1991, junto con su jefe Pablo Escobar, alias “Popeye” y alias “Otto”, para ser internados en la cárcel de La Catedral. La segunda vez, Aguilar Gallego se entregó el 15 de octubre de 1992.
Entre el 21 y 22 de julio de 1992, Aguilar Gallego estuvo involucrado en la fuga de la cárcel de La Catedral perpetrada por los miembros del cartel de Medellín, incluyendo el capo Pablo Escobar.
Aguilar Gallego ha vivido desde entonces en la clandestinidad. Las autoridades en Colombia aún lo buscan para capturarlo debido a los procesos abiertos en Colombia por su participación en asesinatos al servicio del Cartel de Medellín. Además, las autoridades colombianas buscan esclarecer su supuesta participación en los atentados contra el vuelo 203 de Avianca donde fueron asesinadas 110 personas, y el atentado con bus-bomba contra el edificio del DAS en Bogotá donde murieron 63 personas.

### Presunta vida en España
En 2017, medios periodísticos citando a autoridades colombianas informaron sobre la presunta vida que Aguilar Gallego estaría llevando en España bajo identidad falsa y como pastor de una iglesia en la localidad de Murcia, aunque no lograron concretar su presencia.También han reportado su presencia en el municipio colombiano de La Estrella (Antioquia).